# Music B.B.
A Music B.B. (ミュージック・ビービー) japán zenés televíziós műsor, melyet számos adó sugároz.

## A műsort sugárzó televízióadók
| Terület                       | Televízióadó                    | Műsoridő                  | Hálózat                   |
| ----------------------------- | ------------------------------- | ------------------------- | ------------------------- |
| Hokkaidó                      | Television Hokkaido             | Péntek, 26:30–27:00       | TV Tokyo Network          |
| Aomori prefektúra             | Aomori TV                       | Hétfő, 25:03–25:33        | TBS Network               |
| Akita prefektúra              | Akita Broadcasting System       | Hétfő, 25:24–25:54        | Nippon Television Network |
| Fukusima prefektúra           | TV-U Fukushima                  | Szerda, 25:28–25:58       | TBS Network               |
| Tocsigi prefektúra            | Tochigi TV                      | Hétfő, 24:00–24:30        | Független                 |
| Gunma prefektúra              | Gunma TV                        | Szerda, 23:30–24:00       | Független                 |
| Csiba prefektúra              | Chiba TV                        | Kedd, 25:30–26:00         | Független                 |
| Tokió                         | Tokyo MX                        | Szerda, 27:00–27:30       | Független                 |
| Kanagava prefektúra           | tvk                             | Péntek, 27:00–27:30       | Független                 |
| Jamanasi prefektúra           | Television Yamanashi            | Szombat, 27:00–27:30      | TBS Network               |
| Niigata prefektúra            | Broadcasting System of Niigata  | Vasárnap, 5:00–5:30       | TBS Network               |
| Nagano prefektúra             | Shin-Etsu Broadcasting          | Csütörtök, 25:35–26:05    | TBS Network               |
| Tojama prefektúra             | Tulip-TV                        | Vasárnap, 25:20–25:50     | TBS Network               |
| Csúkjó                        | CBC TV                          | Kedd, 26:38–27:08         | TBS Network               |
| Kiotó                         | KBS Kyoto                       | Hétfő, 26:00–26:30        | Független                 |
| Hjógo prefektúra              | Sun TV                          | Csütörtök, 18:30–19:00    | Független                 |
| Vakajama prefektúra           | Wakayama Telecasting            | Péntek, 26:00–26:30       | Független                 |
| Tottori- és Simane prefektúra | Broadcasting System of San-in   | Vasárnap, 6:15–6:45       | TBS Network               |
| Okajama- és Kagava prefektúra | TV Setouchi                     | Csütörtök, 24:58–25:28    | TV Tokyo Network          |
| Hirosima prefektúra           | RCC Broadcasting                | Hétfő, 26:03–26:33        | TBS Network               |
| Jamagucsi prefektúra          | TV Yamaguchi                    | Szabálytalan időközönként | TBS Network               |
| Ehime prefektúra              | i-Television                    | Péntek, 26:10–26:40       | TBS Network               |
| Kócsi prefektúra              | Television Kochi                | Szabálytalan időközönként | TBS Network               |
| Fukuoka prefektúra            | TVQ Kyushu Broadcasting         | Csütörtök, 26:40–27:10    | TV Tokyo Network          |
| Szaga prefektúra              | Saga Television Station         | Vasárnap, 25:20–25:50     | Fuji TV Network           |
| Nagaszaki prefektúra          | Nagasaki Broadcasting Company   | Szerda, 25:08–25:38       | TBS Network               |
| Kumamoto prefektúra           | RKK Kumamoto Broadcasting       | Hétfő, 27:03–27:33        | TBS Network               |
| Kagosima prefektúra           | Minaminihon Broadcasting        | Hétfő, 25:10–25:40        | TBS Network               |
| Okinava prefektúra            | Ryukyu Broadcasting Corporation | Szombat, 26:40–27:10      | TBS Network               |
| országszerte                  | TwellV                          | Péntek, 27:00–27:30       | műholdas tévé             |
| országszerte                  | J:COM Channel                   | Szombat, 28:30–29:00      | kábeltévé                 |